# تلفن همراه نوردیک

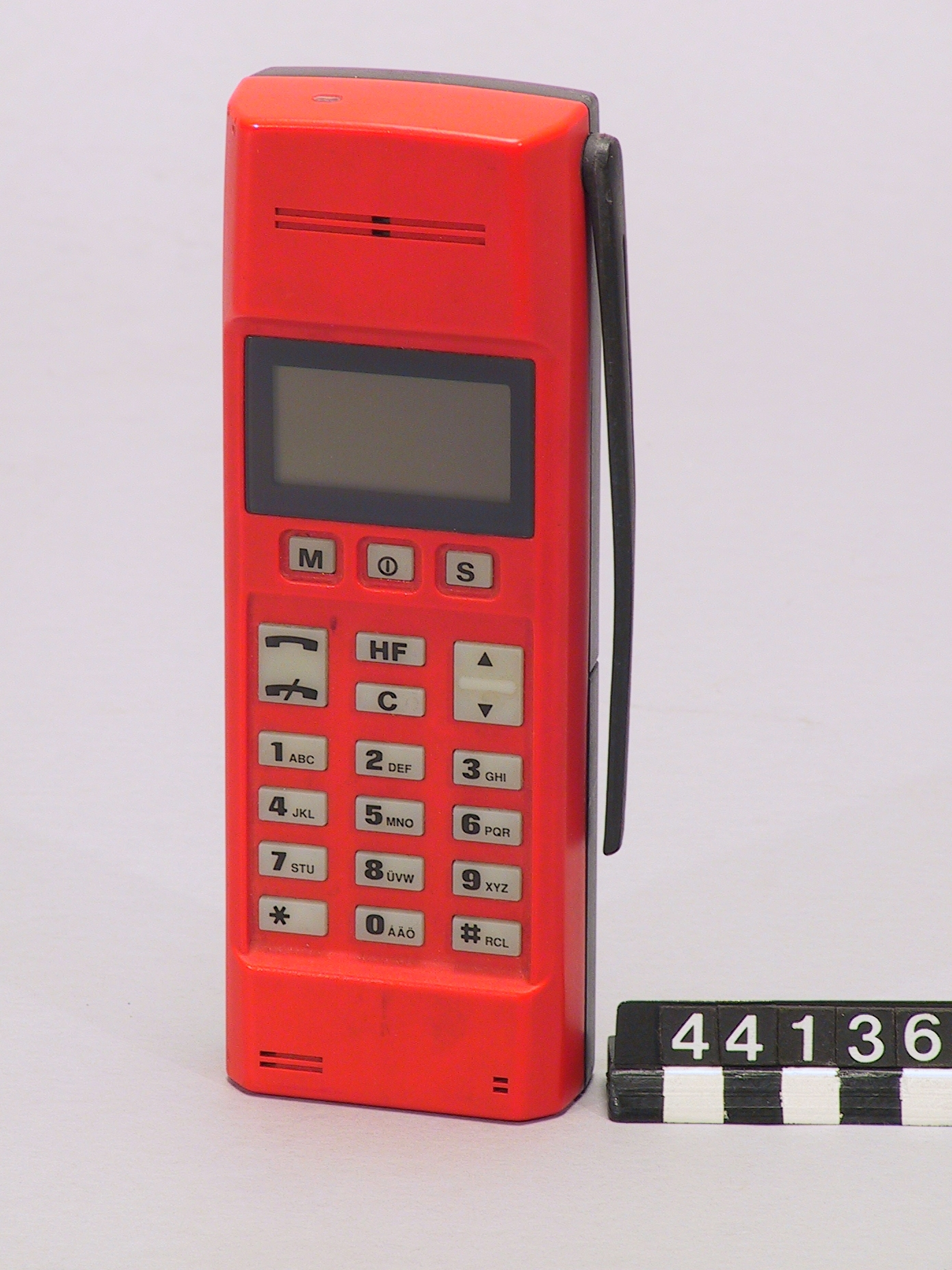

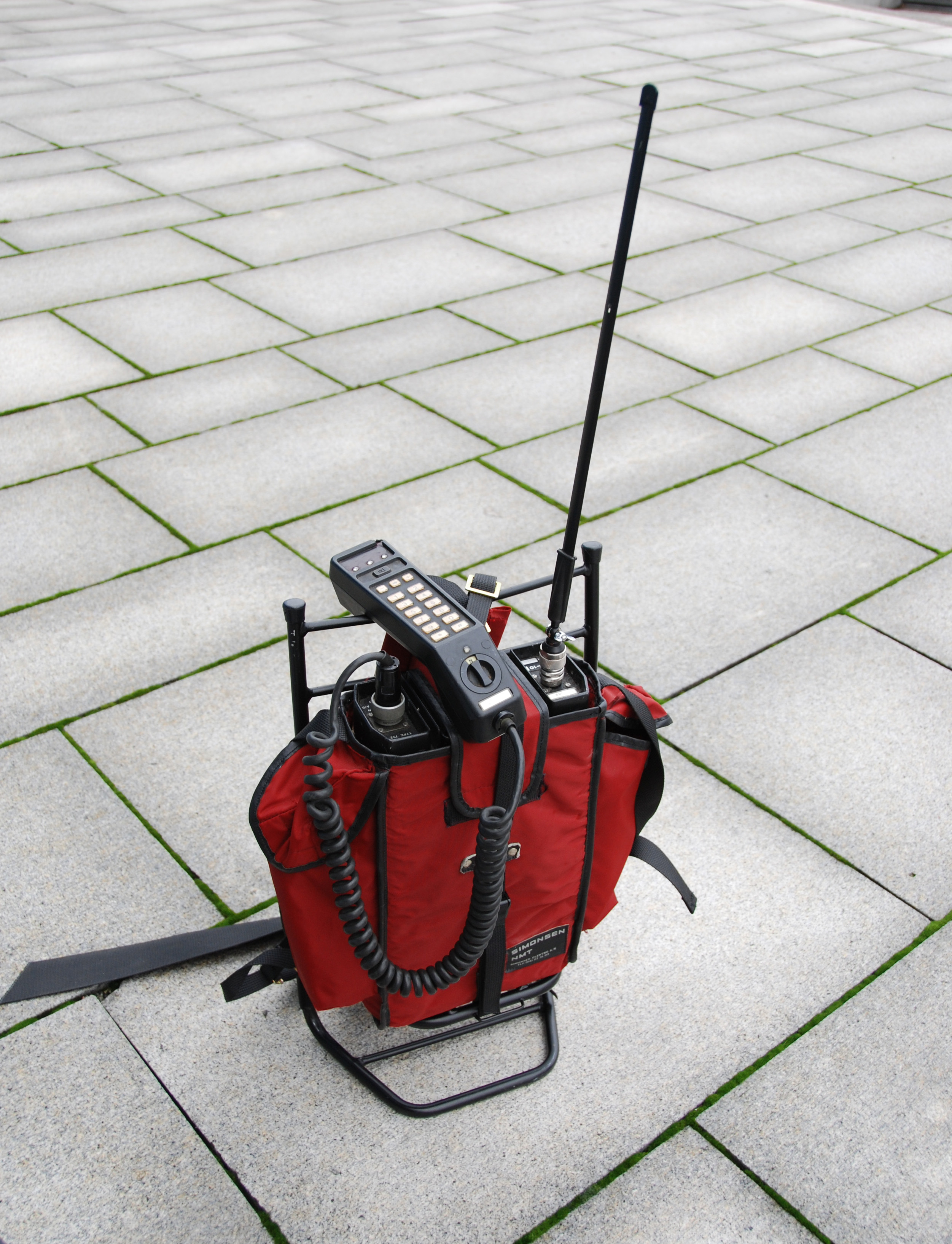

تلفن همراه نوردیک (به انگلیسی: Nordic Mobile Telephone، به طور مخفف NMT) اولین سیستم تلفن سلولی تمام خودکار است و توسط اداره مخابرات Nordic در سال ۱۹۷۰ راه اندازی شد. خدمات این سیستم در ۱۹۸۱ ارائه شد که یک واکنش نسبت به افزایش تراکم و نیازهای سنگین شبکه‌های دستی بوده‌است. مانند ARP در فنلاند، MTP در سوئد، نروژ و دانمارک. NMT براساس تکنولوژی آنالوگ عمل می‌کند. دو نوع ازآن به صورت ۴۵۰ و ۹۰۰ گزارش شده‌است. این ارقام استفاده باندهای فرکانس را نشان می‌دهند. نوع ۹۰۰ در سال ۱۹۸۶ استفاده شد زیرا حامل کانال‌های بیشتری از ۴۵۰ است. اصول فنی NMT تا سال ۱۹۷۳ شناخته شدند و ویژگی ایستگاه مبنا در سال ۱۹۷۷ گزارش شد. این ویژگی آزاد خوانده شد و بسیاری از شرکت‌ها سخت‌افزار NMT را تولید کردند و قیمت را کاهش دادند. موفقیت NMT به معنای وجود نوکیا و اریکسون بوده‌است. تلفن NMT از نوع پرتابل است و می‌تواند آن را به راحتی حرکت داده مدل‌های روزانه نیز به کوچکی mm!00 و وزن ۱۰۰ گرم هستند. این شبکه در سوئد و در سال ۱۹۸۱ در نروژ راه اندازی شد. از آن در سال ۱۹۸۲ در دانمارک و فنلاند استفاده گردید. با این وجود این نوع استاندارد می‌تواند به واژه Nordic اشاره کند که اولین خدمات تجاری استفاده شده در عربستان بوده‌استفاده آن در ۱ سپتامبر ۱۹۸۱ حدود ۱۲۰۰ کاربر بوده‌است. کم کم در سال ۱۹۸۵ این رقم به ۱۱۰۰۰۰ مشترک رسید. در نروژ رقم ۶۳۳۰۰ گزارش شد. این شبکه در کشورهای Nordic نیز استفاده شد مانند سوئیس، هلند، مجارستان، لهستان، بلغارستان، چک، اسلواکی، صرب، بالتیک و روسیه و خاورمیانه، استفاده از شبکه‌های gsm نیز عامل توسعه NMT بوده‌است. در شبکه NMT فنلاند در ۳۱ دسامبر ۲۰۰۲ کم کم این توسعه عملی شد. در آن روز در سال ۲۰۰۴ شبکه سوئد در حالت تعلیق قرار گرفت. با این وجود این شبکه‌ها نسبت به GMS برتری دارند و در کشورهای ایسلند مهم می‌باشند. شبکه فوق می‌تواند %۹۸ جمعیت را تحت‌الشعاع قرار دهد. این سیستم در مناطق مجاور نیز استفاده شده‌است. اندازه سلولی در NMT از KM2 تا KM30 بوده‌است. در این دامنه کوچک شبکه‌ها می‌توانند دارای کاربرهای هم‌زمان باشند. این خود دریافت و انتقال صدا را به صورت هم‌زمان عملی خواهد کرد. نسخه مورد استفاده در ماشین‌ها دارای کلید خودکار است و در بیشتر موارد خدمات خودروها می‌توانند مانند ARP فنلاند عرضه شوند. NMT می‌تواند در سطح ملی و بین‌المللی نیز استفاده شود. نقص ویژگی NMT این است که ترافیک صوتی رمزبرداری نمی‌شود. در لیست انتظار باید از فرکانس مناسب استفاده شود. بعضی از اسکنرها باند NMT خالی دارند. این در مورد اسکنرهای صادق است که می‌توانند براساس وارونگی فرکانس صوتی دوباندی رفتار می‌کنند. کاربرها می‌توانند این نوع فرایند را در طی مکالمات رشد دهند. این نوع اسکن و رمزبرداری در تلفن‌های دیجیتالی می‌تواند عامل اصلی رشد ۱-۴۵۰ باشد. از نوع 45003 DOC و ۳-۹۰۰ نیز به روش ویژه استفاده خواهد شد در ایستگاه موبایل از روش وارونگی تقسیم استفاده می‌شود. MT دارای یک مد انتقال هماهنگ و ساده‌است که DMS یا NMT- TEXT نام دارد. کانال تولید سیگنال عامل انتقال داده‌ای است. استفاده از DMS برای ارسال پیام بین دو NMT عملی است قبل از آنکه خدمات SMS در GSM آغاز شوند. ولی این ویژگی هرگز در سطح تجاری در روسیه و لهستان استفاده نشده‌است. روش دیگر انتقال نیز NMT nrebidig نام دارد. سرعت آن ۳۸۰ بیت در ثانیه‌است. این سرعت انتقال می‌تواند بین ۶۰۰ و ۱۲۰۰ بیت باشد. از مدولاسیون FFSK نیز استفاده خواهد شد. تولید سیگنال بین ایستگاه مبنا و متحرک با استفاده از یک کانال RF اجرا شد. در این شرایط مودم 1200 bit مفید بوده‌است. به این طریق صدای متناوب کوتاهی شنیده می‌شود. این خاص ویژگی صوتی NMT است.